# Ченгета в резерв
„Ченгета в резерв“ (на английски: The Other Guys) е американска екшън комедия от 2010 г. на режисьора Адам МакКей, който е съсценарист с Крис Хенчи. Във филма участват Уил Феръл, Марк Уолбърг, Ева Мендес, Майкъл Кийтън, Стив Кугън, Рей Стивънсън, Самюъл Джаксън и Дуейн Джонсън.